# قصر بشیر
قصر بشیر تقریباً در ۸۰ کیلومتری جنوب امان و ۱۵ کیلومتری شمال غربی شهر القطرانای امروزی واقع شد. به‌طور چشمگیری به خوبی حفظ شده‌است، این قلعه به عنوان یک یادآوری تکان دهنده از قدرت شکست خورده طولانی رم در این حاشیه جنوب شرقی امپراتوری است. این قلعه از قله برجهای خود بر منطقه اطراف آن با چشم‌اندازهای عالی از همه جهات به جز جنوب تسلط دارد و در غرب، منطقه مسکونی و حاصلخیز فلات موآبیت در وادی مجیب قابل مشاهده است. قصر ابو الخراق و قصرالعل، دو برج سابق عصر آهن که توسط نبطی‌ها و رومی‌ها مورد استفاده مجدد قرار گرفتند در محدوده دید قلعه قرار دارند. پلان قصر بشیر تقریباً مربع شکل است و اضلاع آن ۵۶٫۳۰ متر (SE)، ۵۷٫۰۵ متر (SW)، ۵۶٫۷۵ متر (NW) و ۵۵٫۴۵ متر (NE) است.

## وضعیت میراث جهانی
این سایت در ۱۸ ژوئن ۲۰۰۱ در گروه فرهنگی به فهرست آزمایشی میراث جهانی یونسکو اضافه شد.